# Göran Edman
Göran Edman (Söderhamn, 28 aprile 1956) è un cantante heavy metal svedese.

## Biografia
Dotato di una timbrica molto pulita, deve la sua notorietà anche grazie alle sue numerosissime collaborazioni, in primis con Yngwie J. Malmsteen, John Norum, Jens Johansson, Nikolo Kocev.

## Discografia

### Con i Madison
- 1984 – Diamond Mistress
- 1986 – Best in Show

### Con John Norum
- 1987 – Total Control
- 1990 – Live in Stockholm

### Yngwie J. Malmsteen
- 1990 – Eclipse
- 1992 – Fire & Ice

### Con i Brazen Abbot/Nikolo Kotzev
- 1995 – Live and Learn
- 1996 – Eye of The Storm
- 1997 – Bad Religion
- 2001 – Nikolo Kotzev's Nostradamus
- 2003 – Guilty As Sin
- 2005 – My Resurrection

### Con gli Street Talk
- 1997 – Collaboration
- 2000 – Transition
- 2002 – Restoration
- 2004 – Destination
- 2006 – V

### Con gli Headless
- Growing Apart (2013)
- Melt The Ice Away (2016)

### Altre collaborazioni
- 1993 – Glory - Positive Buoyant
- 1994 – Glory - Crisis vs. Crisis
- 1998 – Glory - Wintergreen
- 1998 – Snake Charmer - Backyard Boogaloo
- 1999 – Jens Johansson - The Last Viking
- 1999 – Reingold - Universe
- 2000 – Kharma - Wonderland
- 2002 – Karmakanic - Entering The Spectra
- 2002 – Benny Jansson - Save the World
- 2004 – Karmakanic - Wheel of Life
- 2005 – Crossfade - White on Blue
- 2005 – Richard Andersson - Ultimate Andersson Collection
- 2005 – Xsavior - Caleidoscope
- 2006 – Corin & Edman - Roc de Light
- 2006 – Time Requiem - Optical Illusion
- 2009 – Arthur Falcone' Stargazer - The Genesis Of The Prophecy
- 2012 – Docker's Guild - The Mystic Technocracy - Season 1: The Age of Ignorance
- 2016 – Cry of Dawn - Cry of Dawn
- 2019 - Luca Sellitto - The Voice Within (album)

Göran appare anche in Where Is The Fire, video nato da un progetto del chitarrista Tommy Denander per raccogliere fondi a favore delle vittime dello tsunami;  il video vede un supergruppo di musicisti scandinavi fra cui lo stesso Denander, Mikkey Dee, Yngwie Malmsteen, Kee Marcello, John Levén, Tommy Nilsson, Geir Rönning e molti altri.